# Войкар
Войкар (в верховье Лохорта) — река на севере Западной Сибири, в Ямало-Ненецком АО России, левый приток Оби.

## География
Длина реки — 110 км. Площадь водосборного бассейна насчитывает 7530 км². Образуется слиянием рек Большая Лохорта и Малая Лохорта. Впадает слева в протоку Малая Горная Обь в 50 км от её устья, возле деревни Усть-Войкары и в 30 км севернее райцентра — села Мужи.
В бассейне реки насчитывается около 286 рек и ручьев, в том числе шесть рек длиной свыше 50 км. Основные реки — Танью, Нелкаёган, Ванктывис, Ламбеёган. Наиболее крупные озёра — Войкарский Сор, Варчато (Варчаты), Ванкто (Ванкты).
Питание преимущественно снеговое. Средний годовой расход воды — около 135 м³/с, объём годового стока реки — 4,25 км³. Самый многоводный месяц — июнь, самый маловодный — март.
Войкар покрывается льдом в октябре и открывается только в мае. Длительность ледостава обычно 7 мес.

## Притоки
(указано расстояние от устья)
- 16 км: Соях
- 19 км: Ыджид-Налимвож
- 23 км: Турнесьёль
- 38 км: Нангъёган
- 47 км: Ламбеёган
- 55 км: Ванктывис
- 71 км: Нелкаёган
- 80 км: Варчатывис
- 89 км: Кокпела
- 101 км: Лабахэй
- 110 км: Большая Лохорта
- 110 км: Малая Лохорта